# Олдувайська культура
Олдувайська культура (олдованська культура, галькова культура) — найпримітивніша культура обробки каменю, коли для отримання гострого краю камінь розколювався зазвичай просто навпіл, без додаткового доопрацювання.

## Загальний опис
Олдувайська культура виникла близько 2,6 мільйонів років тому, зникла близько 1,7 мільйона років тому. Перші галькові знаряддя могли виробляти ще австралопітеки, останні — архантропи.

Олдувай 2011

Назва культури дана за частиною Східно-Африканської рифтової системи — Олдувайської ущелини в Серенгеті, в Танзанії, в районі кратера Нгоронгоро. Тут Луїсом Лікі і його дружиною Мері було виявлено залишки багатошарових поселень епохи палеоліту. Нижні шари (близько 1,7 — 1,8 млн років тому) дали назву олдувайській культурі. Тут були виявлені рештки Paranthropus boisei (парантропа Бойса), а верхні шари були віднесені до шельської та ашельскої культур і містили останки олдувайського Homo erectus. В 1960 році Джонатаном Лікі тут була виявлена Людина уміла (Homo habilis).
На підставі своїх знахідок сім'я Лікі висунула гіпотезу африканського походження людини з первинною локалізацією в тому числі і в районі Олдувайської ущелини.
Найдавніші знаряддя олдувайської культури були знайдені у Гоні (Ефіопія) і датуються близько 2,6 млн років тому.
Так само в Кокіселеї, що на північно-західному березі озера Туркана (Кенія), виявлені інструменти і ашельського, і олдувайського типів в одних і тих же пластах гравію, піску і аргілітів віком 1 760 000 років. Дані знахідки дають можливість припустити, що до моменту, коли люди олдувайської культури вперше почали покидати Африку (в Дманісі (Грузія) були виявлені олдувайські знаряддя праці), ашельська культура вже існувала.
Виготовлення знарядь олдувайської культури почалося одночасно в різних місцях зони проживання популяції. Розповсюдження олдувайських знарядь у Східній Африці поступово поширюється й на Південь Африки (між 2,4 млн — 1,7 млн років тому). Серед відомих знахідок — Кооба-Фора(Кенія), Омо, Хадар(Ефіопія), Гамборг і Ай-Ханет(Туніс). Кожне з цих місць має свої особливості, наприклад, у Кооба-Форі знаряддя, відкриті в шарах із кістками найдавніших габілісів, практично всі були відщепами та сколами, і тільки кілька — чопперами; всього ж там було досліджено вченими близько 140 знахідок.
Деякі російські археологи твердять, що до олдувайської культури належать стоянки Діринг-Юрах та Улалінка в Сибіру, а азербайджанські відносять до олдуваю нижні шари Азоської печери в Азербайджані.

## Стоянки
Для олдувайської культури характерні базові стоянки, де відбувався поділ їжі та виготовлення знарядь праці. Переважно стоянки знаходилися дуже близько до води. Це пояснюється передусім відсутністю технології збереження і транспортування води та типовою високою концентрацією флори та фауни біля водойм. Найдавніше житло було знайдено на одній із стоянок Олдувайської ущелини, — це був круглий кам'яний майданчик, що мав близько 4 м в діаметрі. Можливо, на стоянках зводилися примітивні хижі з гілок, притиснених до землі камінням.

## Олдувайські знаряддя
Носії олдувайської культури використовували зовсім різні знаряддя. Переважно це були чоппери(однобічно відбиті знаряддя) та чоппінги(двобічно вібиті знаряддя із загостреним краєм). Також було знайдено багато відщепів з численними сколами, сфероїдів(круглих знарядь, відбитих з усіх боків) та скребків. Олдувайські знаряддя переважно використовувалися для обробки туш вбитих тварин. За допомогою них габіліси могли свіжувати туші, відділяти і різати м'ясо, роздроблювати кістки та діставати мозок. Ймовірно, ці ж знаряддя могли бути засобами для виготовлення інших знарядь — наприклад, загострених палиць. Крім того, є докази, що носії олдувайської культури використовували кістки для вишкрібання шкіри та викопування їстівних коренів.
Серед матеріалів, що використовувалися габілісами, можна виділити базальт та кварцитову гальку(кварцит), хоча деякі знаряддя були виготовлені з вулканічних порід, зокрема, обсидіану.
Очевидно, сфероїдний тип знарядь в тому числі використовувався у вигляді метальної зброї. Також вчені знайшли сфероїди, що слугували відбійниками. 

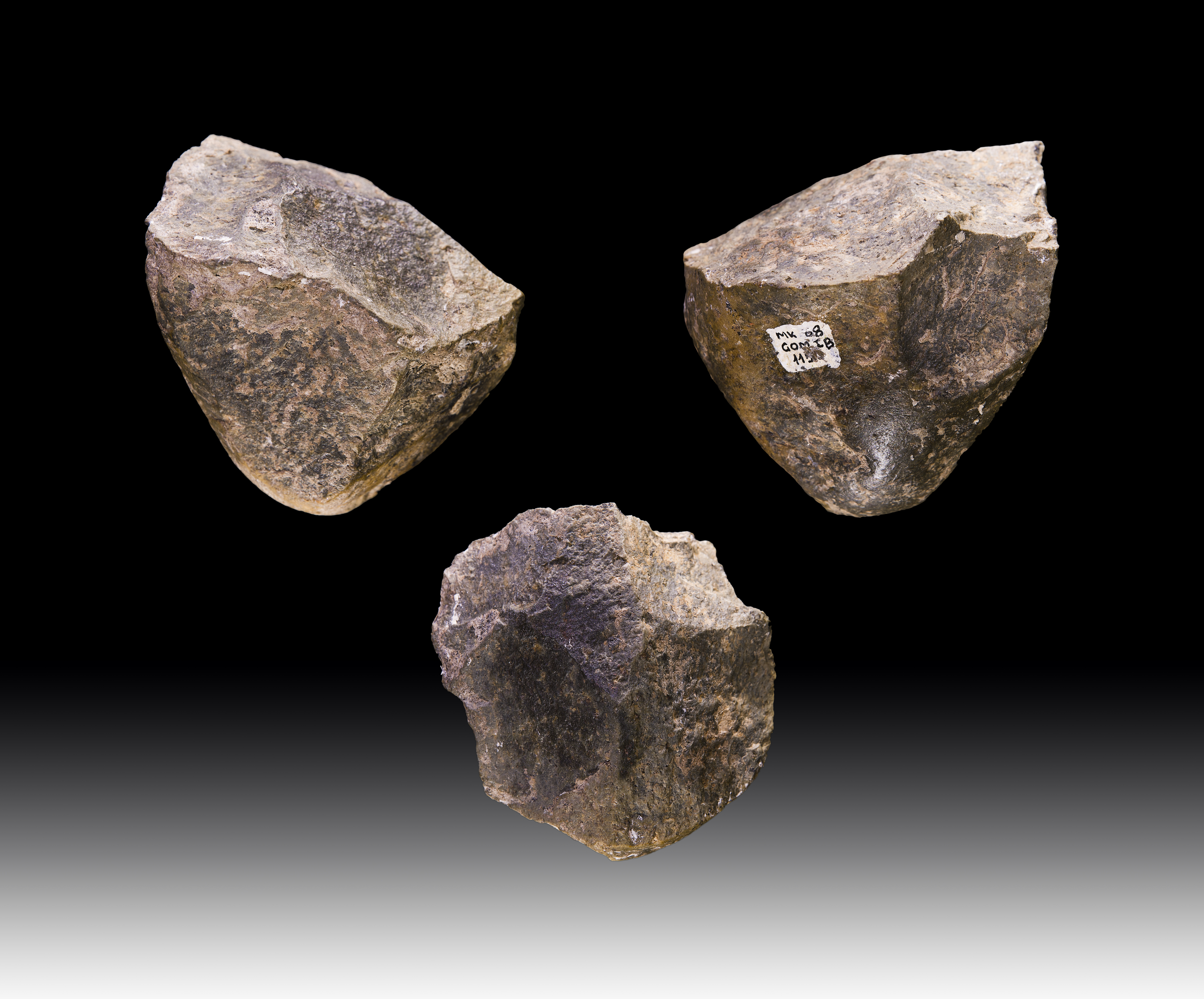
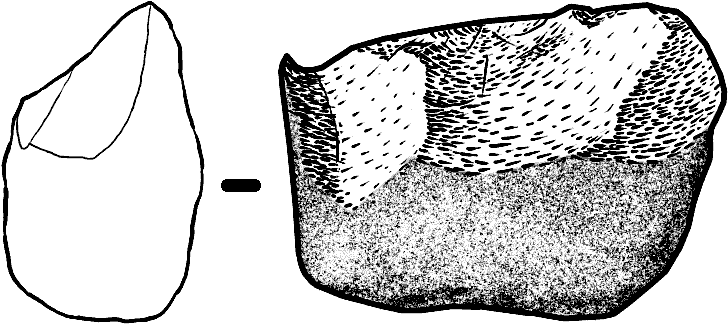
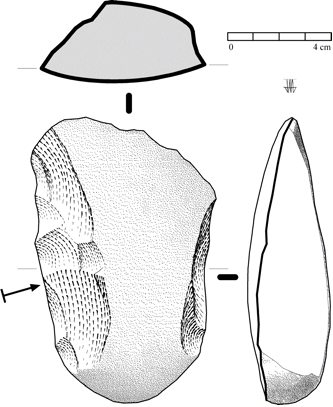
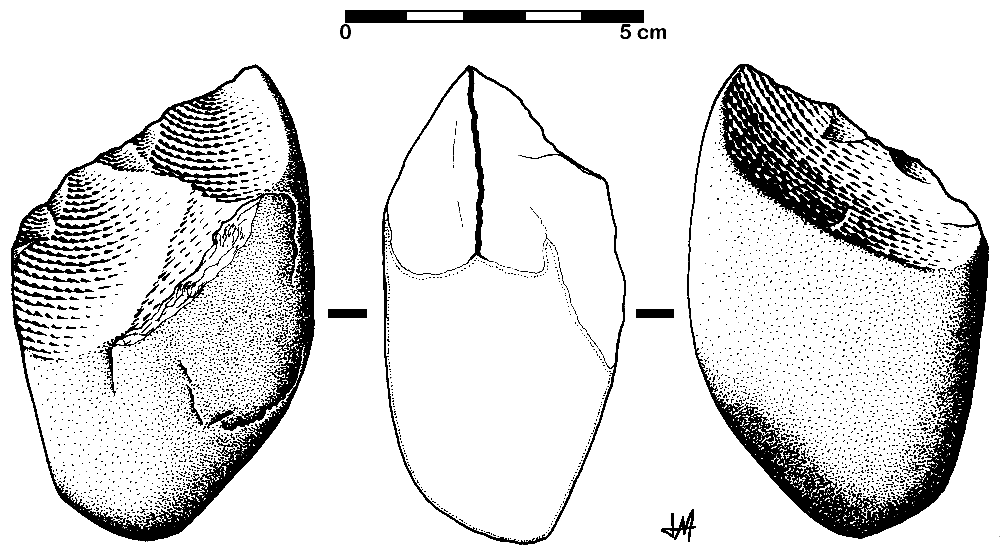
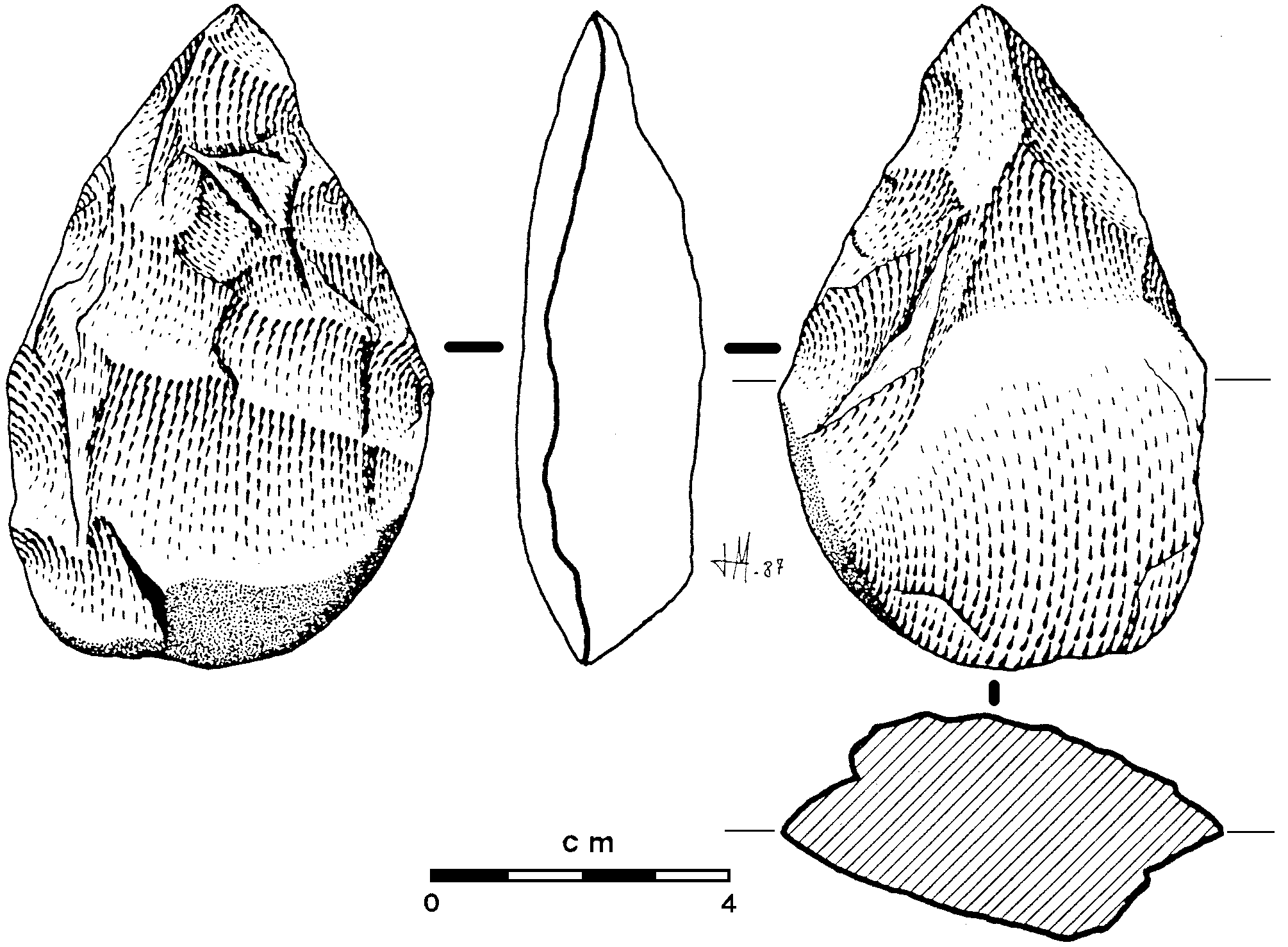
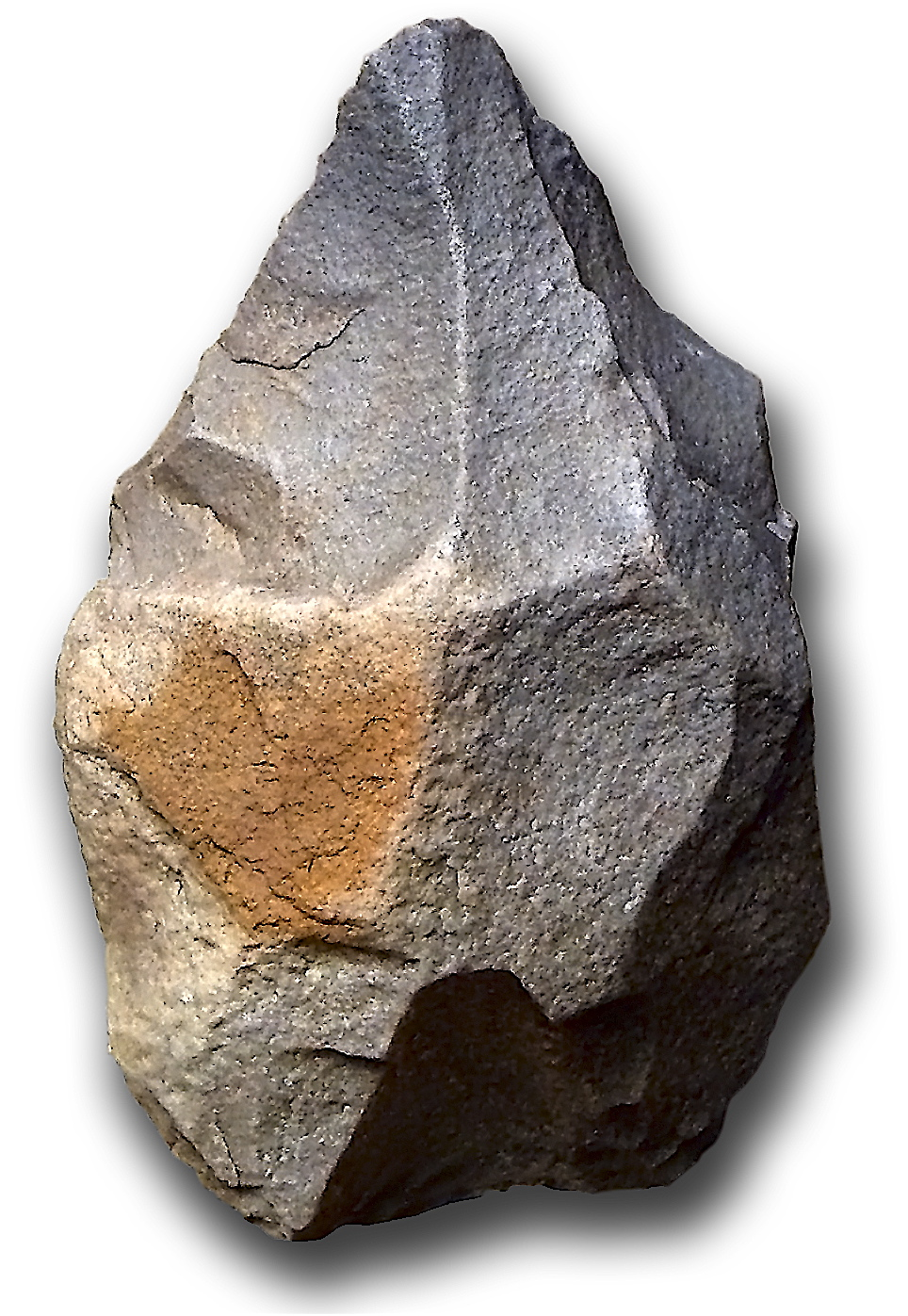
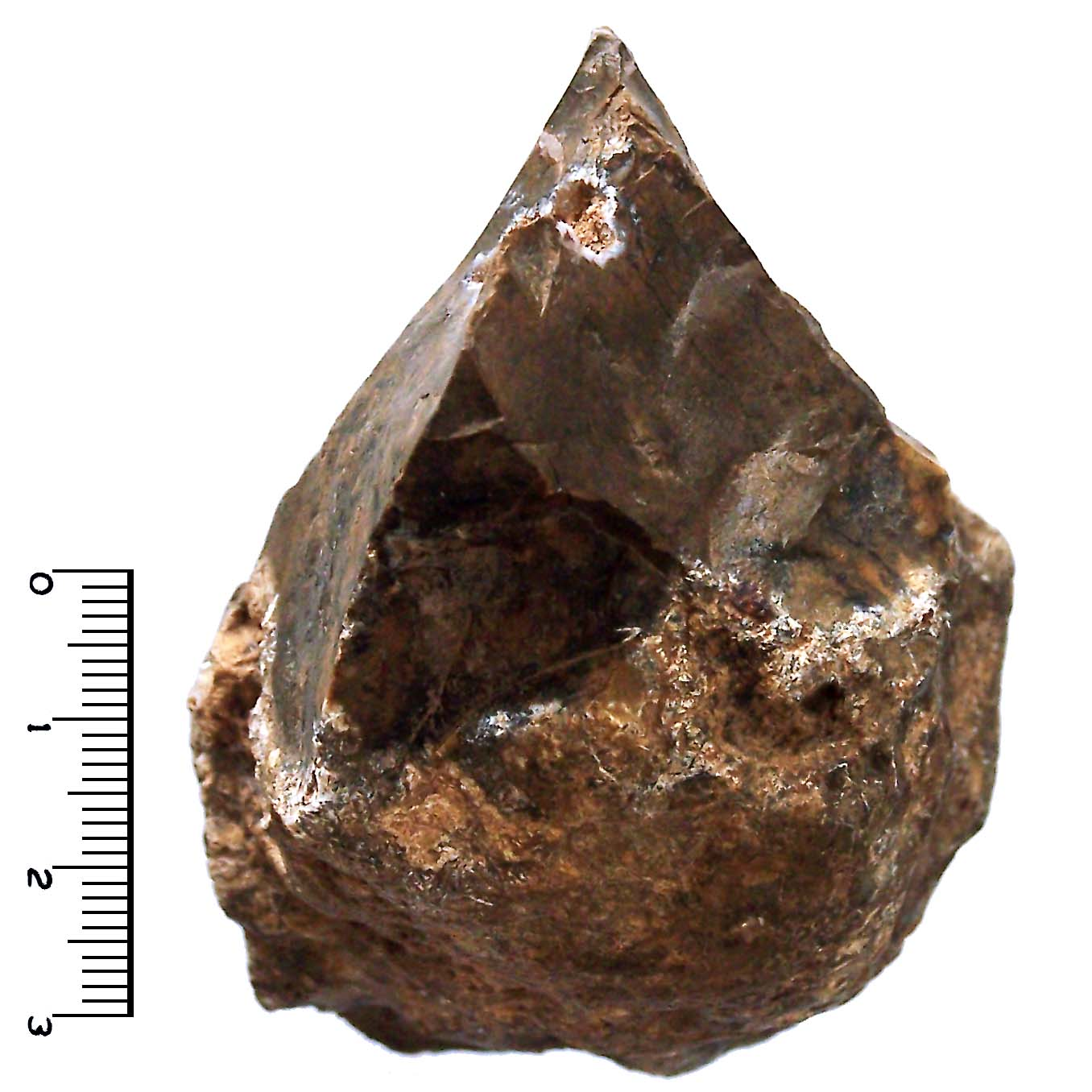
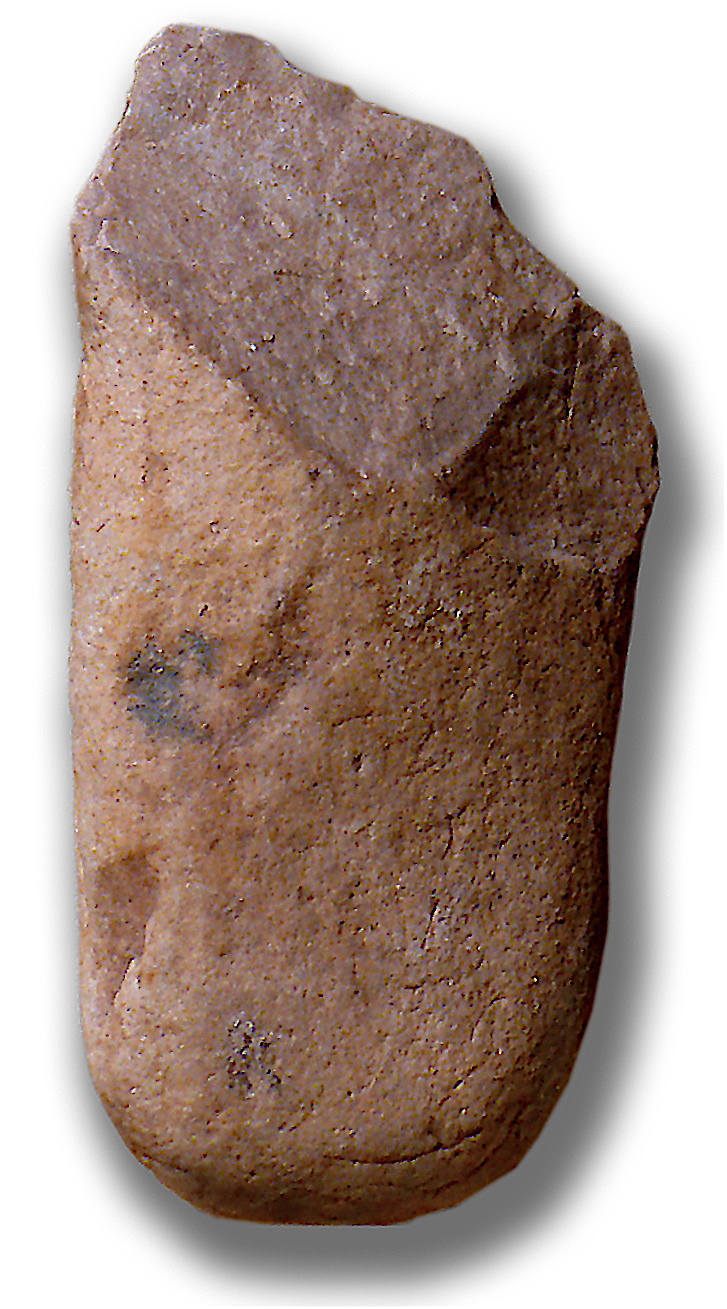

- Файл:Chopper Sahara.png

## Технологія виготовлення знарядь
Початковим етапом виготовлення знарядь олдувайської культури був збір річкової чи морської гальки овально-плоскої форми. Далі спеціальним відбійником, наприклад, окремо відібраною галькою сигароподібної форми, завдавали першого удару — з більш вузького кінця. Перший скол створював умови для інших відщеплень — ударів можна було завдавати вже з двох сторін. З кожним новим ударом число ударних площадок зростало; таким чином знаряддя набувало певної форми. Відбивання гальки невеликих розмірів відбувалося без посередництва якогось майданчика, просто тримаючи відбійник і оброблювальний матеріал в руках, тоді як більші камінці обробляли на землі чи на спеціальних «наковальнях».
Щодо нуклеусів, то вони в олдувайській культурі переважно були аморфні. Зазвичай технологія їх використання така: від уламку каменя відбивали 1-2 відщепи і нуклеус викидався. В тих випадках, коли поверхня вихідної заготовки оброблялася відколами більш-менш суцільно, нуклеус набував кубо- або кулеподібних обрисів. При цьому удари так само були різноплановими, їх завдавали не по спеціально підготовлених ділянках, як у пізніших нуклеусів, а по «негативах» попередніх відколів. Відщепи, відколоті з таких нуклеусів, мали укорочені пропорції й відзначалися масивністю й нестабільністю форми. Олдувайські й ранньоашельські відщепи використовувалися в роботі без додаткової обробки, в тому вигляді, в якому вони були відокремлені від нуклеуса або ж отримані в процесі виготовлення чопперів та рубил. Але вже в цей час робилися спроби підправити краї відколів-заготовок, зробити їх менш зигзагоподібними, міцнішими, а отже — придатнішими до роботи. З цією метою краї відщепів додатково оформлювалися дрібними відколами — так званою ретушшю.
Відмінною особливістю олдувайської та ранньоашельської ретуші є її нерегулярність. Робочий край знаряддя рідко бував оброблений ретушшю суцільно, а між необробленими ділянками залишалися більш-менш необроблені проміжки. До того ж ретуш зазвичай не змінювала форми відщепу, а лише дотримувалася його обрисів, усуваючи окремі нерівності й зміцнюючи лезо. Тому такі ранньопалеолітичні знаряддя не мають сталої форми, а обриси їх випадкові.